# Pansarkrokodil
Pansarkrokodilen (Crocodylus cataphractus) är en reptil i familjen krokodiler. Senare DNA-analyser har visat att den kanske bör räknas till ett eget släkte, Mecistops. Den lever i centrala och västra Afrika och når en längd på 3 till 4 meter. Den lever av fisk, grodor och andra smådjur. Inga underarter finns listade.
Enligt en genetisk studie från 2013 skiljer sig den västafrikanska populationen tydlig från den centralafrikanska populationen. I avhandlingen flyttas den centralafrikanska populationen till arten Mecistops leptorhynchus.

## Utseende
Som hos andra krokodiler är hanar större än honor som har samma ålder. Huvudet kännetecknas av en långsmal nos, av näsborrar som ligger på toppen av nosens spets och av ögon på huvudets topp som är riktade framåt. Pansaret utgörs av benplattor som är inbäddade i huden. Ovansidans grundfärg är olivgrön och undersidan har vanligen en gulaktig färg.

## Utbredning
Det ursprungliga utbredningsområdet sträckte sig från Gambia över Kamerun österut till västra Tanzania och söderut till gränsen mellan Kongo-Kinshasa och Angola. I Gambia, Guinea Bissau, Benin, Ekvatorialguinea och Tanzania är pansarkrokodilen antagligen utdöd. För Guinea, Togo och Nigeria behövs bekräftelse att arten finns kvar.
Denna krokodil vistas främst i och intill floder i skogar. Arten gynnas även av andra vattenansamlingar med tät växtlighet i anslutningen. När dessa förhållanden saknas kan pansarkrokodilen även leva vid vattendrag i öppna savanner.

## Ekologi
Före äggläggningen skapar honan vid början av regntiden ett näste av växtdelar eller av annat organiskt material. Nästet har formen av en hög och sedan lägger honan cirka 16 ägg. Ungefär under samma årstid sker äggläggningen hos dvärgkrokodilen (Osteolaemus tetraspis) som lever i samma region.
Pansarkrokodilen är ganska högljudd och därför antas att den är mer social än andra krokodiler. Enligt en annan teori behövs läten för att markera reviret eller för att hitta en partner.
Individerna blir könsmogna vid en ålder av 10 till 15 år och en kroppslängd av 2,0 till 2,5 meter. Som hos andra krokodiler bestäms ungarnas kön av temperaturen i nästet. Ungarna kläcks cirka 90 till 100 dagar efter äggläggningen.
Exemplar i fångenskap levde upp till 38 år.
Olika rovlevande djur äter äggen eller dödar nykläckta ungar, till exempel leoparden, uttern Lutra maculicollis, större fåglar och större gnagare. Även kannibalism på ungarna dokumenterades hos pansarkrokodilen.

## Bevarandestatus
Under historien jagades främst nilkrokodilen för hudens skull och därför var pansarkrokodilen ganska opåverkad. Jakten är däremot inte obefintlig. Större hot är landskapsförändringar och intensivt fiske vad som minskar pansarkrokodilens tillgång till föda. Några exemplar dör när de hamnar av misstag i fiskenät. IUCN uppskattar att hela populationen minskade med 50 till 80 procent sedan 1938 och listar arten som akut hotad (CR).